# Max Glauber
Max Glauber (Wilten, 9 agosto 1902 – Tavernerio, 27 dicembre 1966) è stato un imprenditore italiano.
Nel 1925, nel comune di Dobbiaco, Glauber costituisce una delle prime fabbriche di radio d'Italia, l'"Unda Radio", che durante il ventennio fascista produsse i modelli: "Radio Rurale" e "Radio Balilla". La famiglia Glauber aveva origini ebree e dei parenti a Praga, ma si sentiva abbastanza sicura in Italia.
Glauber studiò filosofia e fisica all'Università di Monaco di Baviera nel 1922. Sposerà la sua futura moglie Trude nel 1926.
Con il periodo delle Opzioni in Alto Adige, nel 1939 numerosi lavoratori della fabbrica decisero per il trasferimento in Germania, facendo così prendere la decisione a Glauber di trasferire la ditta a Como.
Glauber ebbe tre figli: Lisa, Enrico e Hans, il fondatore dell'Ökoinstitut Südtirol/Alto Adige a Bolzano e dei Colloqui di Dobbiacco („Toblacher Gespräche“). 
Nel 2007 è stato girato un documentario sulla sua figura; il soggetto e la regia sono di Federico Campana e Cornelia Schöpf.